# Cleveland County, North Carolina
Cleveland County är ett administrativt område i delstaten North Carolina, USA, med 98 078 invånare. Den administrativa huvudorten (county seat) är Shelby. 

## Geografi
Enligt United States Census Bureau har countyt en total area på 1 215 km². 1205 km² av den arean är land och 10 km² är vatten.

### Angränsande countyn
- Burke County - nord
- Lincoln County - nordöst
- Gaston County - sydöst
- York County, South Carolina - sydost
- Cherokee County, South Carolina - syd
- Rutherford County - väst

### Orter
- Belwood
- Boiling Springs
- Casar
- Earl
- Fallston
- Grover
- Kings Mountain (delvis i Gaston County)
- Kingstown
- Lattimore
- Lawndale
- Light Oak
- Mooresboro
- Patterson Springs
- Polkville
- Shelby (huvudort)
- Waco